# وظيفة بيتا (فيزياء)
في الفيزياء النظرية، وخصوصًا في نظرية الحقل الكمومي، تُشفر الوظيفة بيتا اعتماد البارمترات المقترنة على مقياس الطاقة لعملية فيزيائية معطاة تصفها نظرية الحقل الكمومي. تُعرف بالقانون:
{\displaystyle \beta (g)={\frac {\partial g}{\partial \log(\mu )}}~,}
وبسبب مجموعة التطبيع الكامنة، لا تملك اعتماد واضح على مقياس الطاقة، لذا فهي تعتمد على مقياس الطاقة بشكل ضمني من خلال g. يُعرف هذا الاعتماد على مقياس الطاقة المحدد على أنه تشغيل بارامتر الاقتران، وهو سمة أساسية لاعتماد المقياس في نظرية الحقل الكمومي، ويمكن تحقيق حوسبته الواضحة من خلال مجموعة متنوعة من التقنيات الرياضية.

## مقياس اللاتغير
إذا تبخرت الوظائف بيتا من نظرية الحقل الكمومي، عادةً عند قيم محددة لبارمترات الاقتران، عندها يمكن وصف النظرية على أنها لا متغيرة المقياس. تُعد كل نظريات الحقل الكمومي اللا متغيرة المقياس تقريبًا لا متغيرة امتثالية. يُطلق على دراسة هذه النظريات اسم نظريات الحقل الامتثالي.
يمكن تشغيل بارامتر الاقتران لنظرية الحقل الكمومي حتى إذا كانت نظرية الحقل الكلاسيكية المستجيبة لا متغيرة المقياس. في هذه الحالة، تخبرنا الوظيفة بيتا اللا صفرية أن مقياس اللا تغير الكلاسيكي فيه شذوذ.

## أمثلة
تُحسب وظائف بيتا، عادةً، بنوع من المخطط التقريبي. لعل أفضل مثال على ذلك نظرية الاضطراب، إذ يفترض الشخص أن بارامترات الاقتران صغيرة. يمكن للشخص بعد ذلك توسيع قدرات بارمترات الاقتران واقتطاع رموز الترتيب الأعلى (المعروفة أيضًا باسم مساهمات الحلقة الأعلى، نظرًا لعدد الحلقات في مخططات فاينمان البيانية المستجيبة).
هذه أمثلة عن الوظيفة بيتا المحسوبة بنظرية الاضطراب:

### الكهروديناميكا الكمومية
الوظيفة بيتا في الحلقة الواحدة في الكهروديناميكا الكمومية هي:
{\displaystyle \beta (e)={\frac {e^{3}}{12\pi ^{2}}}~,}
أو بشكل مشابه
{\displaystyle \beta (e)={\frac {e^{3}}{12\pi ^{2}}}~,}
تُكتب من حيث ثابت البنية الدقيقة في الوحدات الطبيعية α =  e2/4π.
تُخبرنا الوظيفة بيتا أن الاقتران يزيد مع زيادة مستوى الطاقة، وتصبح الكهروديناميكا الكمومية مقترنة بصورة قوية عند الطاقة العليا. في الحقيقة، يصبح الاقتران بشكل واضح لانهائي عند طاقة منتهية ما يُسفر عن قطب لانداو. ومع ذلك، لا يستطيع الشخص توقع أن تعطي الوظيفة بيتا الاضطرابية نتائج دقيقة عند الاقتران القوي، ولذلك من المحتمل أن يكون قطب لانداو صناعيًا لتطبيق نظرية الاضطراب في وضع لا يكون فيه التطبيق صالحًا.

### الكروموديناميكا الكمومية
وظيفة بيتا للحلقة الواحدة في الكروموديناميكا الكمومية مع {\displaystyle n_{f}} بنكهات وبوزونات الملونة العددية {\displaystyle n_{s}} هي:
{\displaystyle \beta (g)=-\left(11-{\frac {n_{s}}{3}}-{\frac {2n_{f}}{3}}\right){\frac {g^{3}}{16\pi ^{2}}}~,}
أو
{\displaystyle \beta (\alpha _{s})=-\left(11-{\frac {n_{s}}{3}}-{\frac {2n_{f}}{3}}\right){\frac {\alpha _{s}^{2}}{2\pi }}~,}
تُكتب من حيث {\displaystyle \alpha _{s}=g^{2}/4\pi }
إذا كان nf ≤ 16,، عندها تملي الوظيفة بيتا الناتجة أن ينقص الاقتران مع ارتفاع مستوى الطاقة، وهي ظاهرة تُعرف باسم الحرية المتقاربة. بصورة معاكسة، يزداد الاقتران مع نقصان مستوى الطاقة. يعني هذا أن الاقتران يصبح كبيرًا عند طاقة منخفضة، وعندها لا يمكن الاعتماد على نظرية الاضطراب.

### نظرية المقياس اللاأبيلي
بينما تكون زمرة المقياس يانغ-ميلز للكروموديناميكا الكمومية هي {\displaystyle SU(3)} وتحدد ثلاثة ألوان، يمكننا التعميم على أي عدد من الألوان {\displaystyle N_{c}}، بزمرة قياس {\displaystyle G=SU(N_{c})}. عندها من أجل زمرة القياس هذه، وبوجود فيرميونات ديراك في تمثيل {\displaystyle R_{f}} لـ {\displaystyle G} وفي تعددية معقدة في تمثيل  تكون الوظيفة بيتا للحلقة الواحدة {\displaystyle R_{s}}:
{\displaystyle \beta (g)=-\left({\frac {11}{3}}C_{2}(G)-{\frac {1}{3}}n_{s}T(R_{s})-{\frac {4}{3}}n_{f}T(R_{f})\right){\frac {g^{3}}{16\pi ^{2}}}~,}
حيث {\displaystyle C_{2}(G)} هي الكاسيمير التربيعي لـ {\displaystyle G} و {\displaystyle T(R)} هي كاسيمير آخر لا تغيري يُحدد بـ {\displaystyle Tr(T_{R}^{a}T_{R}^{b})=T(R)\delta ^{ab}} للمولدات {\displaystyle T_{R}^{a,b}} في جبر لي في التمثيل R. (بالنسبة لفايل أو فيرميونات ماجورانا نستبدل{\displaystyle 4/3}  بـ {\displaystyle 2/3} وللتعدادات الحقيقية نستبدل {\displaystyle 1/3} بـ {\displaystyle 1/6}). بالنسبة لمجالات القياس (أي الغلونات) الضرورية للقرين {\displaystyle G}, {\displaystyle C_{2}(G)=N_{c}} للفيرميونات في التمثيل الأساسي (أو غير الأساسي) لـ {\displaystyle G}، .{\displaystyle T(R)=1/2} وبعد ذلك، من أجل الكروموديناميكا الكمومية إذ تكون {\displaystyle N_{c}=3}، تنخفض المعادلة أعلاه إلى المعادلة المسجلة لوظيفة بيتا في الكروموديناميكا الكمومية.
اشتُقت هذه النتيجة الشهيرة في وقت واحد تقريبًا في عام 1973 من قِبل بولتيزر وغروس وويلكزك، والتي مُنح الثلاثة على إثرها جائزة نوبل في الفيزياء في عام 2004. دون علم هؤلاء المؤلفين، أعلن جيرارد هوفت النتيجة في تعليق عقب حديث أجراه ك. سيمانزيك في اجتماع صغير في مرسيليا في يونيو 1972، لكنه لم ينشر ذلك.

### اقترانات هيغز-يوكاوا في النموذج المعياري
في النموذج المعياري، تحتوي الكواركات واللبتونات على اقترانات يوكاوا لبوزونات هيغز. تحدد هذه الاقترانات كتلة الجسيم. تُعد معظم اقترانات يوكاوا في الكواركات واللبتونات صغيرةً مقارنةً باقترانات يوكاوا للكواركات العليا. تغير اقترانات يوكاوا هذه على قيمها وفقًا لمقياس الطاقة الذي تُقاس به، من خلال التشغيل. تُحدد ديناميات اقترانات يوكاوا للكواركات بواسطة معادلة مجموعة إعادة التطبيع:
{\displaystyle \mu {\frac {\partial }{\partial \mu }}y\approx {\frac {y}{16\pi ^{2}}}\left({\frac {9}{2}}y^{2}-8g_{3}^{2}\right)}
حيث {\displaystyle g_{3}} هي اقتران المقياس اللوني (وهي دالة لـ {\displaystyle \mu } ومرتبطة بالحرية المتقاربة)، و {\displaystyle y} هو اقتران يوكاوا. تصف هذه المعادلة كيف يتغير اقتران يوكاوا بتغير مستوى الطاقة {\displaystyle \mu }.
يُعد اقتران يوكاوا للكواركات العلوية والسفلية والساحرة والغريبة والدنيا، صغير الحجم على مستوى الطاقة المرتفع جدًا للتوحيد الكبير، {\displaystyle \mu \approx 10^{15}} غيغا إلكرتون فولط. لذلك، يمكن إهمال الحد {\displaystyle y^{2}} في المعادلة أعلاه. بحل هذه المعادلة، نجد أن {\displaystyle y} يزداد قليلاً في مقاييس الطاقة المنخفضة التي تتكون فيها كتل الكواركات بواسطة بوزونات هيغز {\displaystyle \mu \approx 100} غيغا إلكترون فولط.
من ناحية أخرى، فإن حلول هذه المعادلة لقيم  الأولية الكبيرة تجعل فضاء هيلبرت المزيف يقترب بسرعة من القيم الأصغر مع هبوطنا في مقياس الطاقة. تربط المعادلة أعلاه {\displaystyle y} اقترات الكروموديناميكا {\displaystyle g_{3}}. يُعرف هذا بالنقطة شبه الثابتة (بالأشعة تحت الحمراء) لمعادلة مجموعة إعادة التطبيع للاقتران يوكاوا. بصرف النظر عن قيمة البداية الأولية للاقتران، إذا كانت كبيرة بما فيه الكفاية ستصل إلى قيمة النقطة شبه الثابتة، وعندها يمكن توقع كتلة الكوارك المقابلة.
تُحدد قيمة النقطة شبه الثابتة بشكل دقيق إلى حد ما في النموذج المعياري، ما يؤدي إلى كتلة كوارك أعلى متنبئ بها تبلغ 230 غيغا إلكترون فولط. كتلة الكواركات العلوية المرصودة البالغة 174 غيغا إلكترون فولط أقل قليلاً من تنبؤ النموذج المعياري بحوالي 30% ما يوحي بأنه قد يكون هناك المزيد من مضاعفات هيغز تتجاوز بوزون هيغز الوحيد في النموذج القياسي الموحد.

### النموذج المعياري فائق التناظر الصغري
كانت دراسات مجموعة إعادة التطبيع في النموذج المعياري فائق التناظر الصغري للتوحيد الكبير ونقاط هيجز-يوكاوا الثابتة مشجعة جدًا إذ اعتُقد أن النظرية كانت على المسار الصحيح. ومع ذلك، لم يظهر أي دليل على جسيمات النموذج المعياري فائق التناظر الصغري المتوقعة في التجربة في مصادم الهادرونات الكبير.